# 鄭原忠
鄭原忠（1974年10月14日—）是台灣知名的自由軟體開發者，台灣自由軟體社群的代表人物之一。現為國立臺灣大學化學系教授。最為人所知的貢獻為領導Linux中文延伸套件計劃（CLE），對推動Linux的中文化與國際化功不可沒。網路上常以小虫或platin為代號。

## 生平
畢業於台灣大學化學系與化學所（1995年）。2000年赴美留學，於麻省理工學院（MIT）取得化學博士學位（2006年）。2008年於柏克萊加州大學（UC Berkeley）擔任博士後研究員。2009年返台於母系國立台灣大學化學系任助理教授職位。已婚，目前育有一女一子。

## 自由軟體貢獻
小虫是CLE計劃的發起人。1998年6月，當時還在軍中服役的小虫，將他收集和修改的中文相關軟體打包，以Red Hat Linux為基礎整理成可安裝光碟，置於網路上供人自由下載使用，是為CLE v0.3。推出後立刻廣獲好評，不斷收到各方測試回報與改善建議。隨後密集推出v0.4、v0.5等，吸引各路好手加入開發，逐漸形成了CLE計劃。
退伍之後，小虫老師回到台大化學所擔任研究助理。當時CLE另一位主要開發成員和CLDP計劃主持人黃志偉亦進入台大電機所就讀，連同也在就讀台大物理所的Xcin領導者謝東翰，形成台大Linux鐵三角。他們說服台大計算機中心提供設備與頻寬供CLE相關計劃使用。在台大計中的全力支持下，得以無後顧之憂的，積極完成Linux中文化的基礎工作。
當時Linux的中文化有一個大難題，就是還沒有免費且自由的中文字型可使用。小虫連同幾位CLE的主要成員黃志偉、謝東翰和胡崇偉等，積極奔走遊說華康、文鼎等字型公司。終於獲得文鼎科技的善意回應，釋出四套以Arphic Public License授權的TrueType字型，供社群自由的使用。
小虫與居士謝東翰完成了GNU C 函式庫的台灣地區語言設定（zh_TW.Big5 locale），這是中文化最重要的基礎工作。為了使Linux中文化的工作生根，小虫除為CLE出版著作，並與居士在雜誌和網路發表一系列文章，介紹如何以國際化的手法，在Linux環境下處理中文問題，對後進幫助很大。
1999年11月因發生翔威事件，導致小虫心灰意冷而逐漸淡出CLE的開發工作，並專注於學業。CLE的計劃則由黃志偉繼續領導。2000年6月結婚，隨即赴美留學。從此未在社群公開活動的場合出現。
直到2011年7月小蟲應OSSACC 邀請出席Hacking Camp活動，談論與分享當年在Linux領域的Hacking。

## 資料來源
1. ↑  好久不見的小虫 的存檔，存档日期2009-08-31.
2. ↑  Linux @ NTU Archive.today的存檔，存档日期2012-07-12
3. ↑  台灣的開放源碼運動 Archive.today的存檔，存档日期2012-07-07
4. ↑  Official CLE 0.8 ─中文Linux延伸套件使用指南ISBN 957-97830-0-4
5. ↑  親手打造GNU/Linux中文環境（一）- 用RPM檔案幫RedHat-6.2加上基本中文支援[永久]
6. ↑  親手打造GNU/Linux中文環境（二）- Glibc的I18N架構概觀[永久]
7. ↑  親手打造GNU/Linux中文環境（三）- 寬字元與多位元組字元[永久]
8. ↑  親手打造GNU/Linux中文環境（四）- Glibc提供的字元處理及轉換函式[永久]
9. ↑  親手打造GNU/Linux中文環境（五）- 訊息國際化的解決方案（gettext簡介）[永久]
10. ↑  親手打造GNU/Linux中文環境（六）- Glibc-2.2與Xi18n簡介[永久]
11. ↑  親手打造GNU/Linux中文環境（七）- Xi18n程式設計簡介[永久]
12. ↑  .   [2011-07-18]. （原始内容存档于2011-06-29）.
13. ↑  .   [2011-07-16]. （原始内容存档于2019-06-14）.

## 外部連結
- Linux中文延伸套件計劃
- 中國Linux的傑出人物 （页面存档备份，存于）
- 國立臺灣大學化學系 （页面存档备份，存于）
- 鄭原忠老師理論化學實驗室 （页面存档备份，存于）